# マリソル・バジェス・ガルシア
マリソル・バジェス・ガルシア（Marisol Valles García,  1990年 -,）は、メキシコ、チワワ州プレセディスの警察署長。同州 シウダー・フアレス出身。

## 背景
メキシコ大統領フェリペ・カルデロンが 2006年に麻薬組織に対する戦争を宣言して以来、麻薬犯罪に関連する死者は30,000人 に上っている。市長や警察は特に標的とされ、斬首や拷問によって殺害される者もいる。 

## プレセディス
チワワ州プレセディスはシウダー・フアレスとグアダルーペのすぐ近くに位置しており、麻薬戦争以前には静かな町だった。現在、対立関係にある2つの麻薬組織、フアレス・カルテルとシナロア・カルテルが地域のハイウェイの支配を巡って争っている。チワワ州は世界でももっとも危険な地域のひとつになっており 、住民は暴力を恐れて家に篭っている。2010年10月、シウダー・フアレスの近くで、ギャングが誕生日パーティを襲撃し、子供を含む10人を超える人々を殺害する事件が起こった。また、フアレスで警察官数名が拉致、あるいは殺害された。 プレセディスの前警察署長であったマヌエル・カストロはその1年前に拷問されたうえ斬首された。

### 後任の警察署長探し
3人だけ残っていた警察官がすべて辞職し、市長は解決策を見出せずにいた。1年間の署長不在の後、立候補したのは、グアダラハラ大学で犯罪学を専攻する20歳のマリソル・バジェスだけだった。 彼女は2010年の10月18日に警察署長に就任、このニュースは国際的に関心を呼び、彼女はメディアによって「メキシコで最も勇敢な女性」と呼ばれるようになるも、就任時から警察と対立すると思われる組織から執拗な脅迫を受け翌年3月に身柄の保護と政治亡命をアメリカ合衆国に求めた。

## 私生活など
バジェスは結婚しており、小さな男の子の母親である。コミュニティを変えるために署長職を引き受けたと報道されている。 「メキシコにいるすべての人がおびえている。私たちは恐怖に負けてはならない」と就任後に彼女は語った。
当該地域には9,148人の住民がおり、警察官は19人である。バジェスは女性警官をもっと雇い、コミュニティへの働きかけと犯罪の予防に注力すると述べている。フアレス周辺の地元メディアは彼女を"ラ・アベリータ La Adelita"（民謡に謡われる、メキシコ革命の伝説的な女戦士）と呼んでいる。